# Opatství svaté Marie od Vzkříšení
Opatství svaté Marie od Vzkříšení je středověký smíšený benediktinský olivetánský klášter v Abú Ghoš v Izraeli.
Dnes se zde nachází 10 řeholníků a 12 řeholnic.

## Popis
Klášterní budovy jsou z 20. století, kdežto přilehlý kostel byl postaven ve 12. století v románském slohu. Má tři lodě, zakončené apsidami; vnitřní stěny částečně pokrývají fresky vytvořené byzantským umělcem ve 13. století.

## Historie
Klášter vznikl roku 1143 během Křížových výprav jako klášter Maltézského řádu na místě zvaném Emauzy. Roku 1187 došlo ke zrušení kláštera.
Roku 1873 byl tento klášter darován Francii tureckým sultánem Abdulazizem jako náhradu za kostel sv. Jiří v Lodu, který byl předán řecké pravoslavné církvi. Roku 1900 se zde usadili benediktini, roku 1953 byl klášter předán lazaristům a nakonec roku 1973 benediktinům olivetům.
Jedná se o smíšený klášter tzn. řeholnice i řeholníci žijí rozděleně. Ženská část klášetra nese název sv. Františky Římské a nese titul převorství.